# Olympische Winterspiele 1980/Teilnehmer (Schweden)
| Gelbes Symbol für Goldmedaillen mit stilisierten Olympischen Ringen | Graues Symbol für Silbermedaillen mit stilisierten Olympischen Ringen | Braundes Symbol für Bronzemedaillen mit stilisierten Olympischen Ringen |
| ------------------------------------------------------------------- | --------------------------------------------------------------------- | ----------------------------------------------------------------------- |
| 3                                                                   | —                                                                     | 1                                                                       |

Schweden nahm an den Olympischen Winterspielen 1980 in Lake Placid mit einer Delegation von 61 Athleten (49 Männer, 12 Frauen) teil. Die Skilangläuferin Eva Olsson wurde als Fahnenträgerin für die Eröffnungsfeier ausgewählt.

## Teilnehmer nach Sportarten

### Biathlon
Herren:
- Ronnie Adolfsson
10 km: 15. Platz
20 km: 11. Platz
4 × 7,5 km: 10. Platz
- Per Andersson
10 km: 22. Platz
4 × 7,5 km: 10. Platz
- Sven Fahlén
20 km: 31. Platz
4 × 7,5 km: 10. Platz
- Sören Wikström
10 km: 14. Platz
20 km: 12. Platz
4 × 7,5 km: 10. Platz

### Bob
| Zweierbob: - Carl-Erik Eriksson / Kenth Rönn 15. Platz | Viererbob: - Runald Beckman / Carl-Erik Eriksson / Peter Jansson / Kenth Rönn DSQ |

### Eishockey
Herren: 
| - Sture Andersson - Bo Berglund - Håkan Eriksson - Jan Eriksson - Thomas Eriksson - Leif Holmgren - Tomas Jonsson - Pelle Lindbergh - Bengt Lundholm - Per Lundqvist | - William Löfqvist - Harald Lückner - Lars Molin - Lennart Norberg - Mats Näslund - Tommy Samuelsson - Dan Söderström - Mats Waltin - Ulf Weinstock - Mats Åhlberg |

### Eiskunstlauf
Herren:
- Thomaz Öberg
14. Platz

### Eisschnelllauf
| Damen: - Annette Carlén-Karlsson 500 m: 24. Platz 1000 m: 10. Platz 1500 m: 20. Platz 3000 m: 18. Platz - Sylvia Filipsson 500 m: 16. Platz 1000 m: 9. Platz 1500 m: 5. Platz 3000 m: 7. Platz - Ann-Sofie Järnström 500 m: 4. Platz 1000 m: 8. Platz | Herren: - Jan-Åke Carlberg 500 m: 10. Platz 1000 m: 16. Platz - Ulf Ekstrand 1500 m: 16. Platz 5000 m: 8. Platz 10.000 m: 21. Platz - Johan Granath 500 m: 36. Platz 1000 m: DNF - Oloph Granath 500 m: 12. Platz 1000 m: 8. Platz - Tomas Gustafson 1500 m: 7. Platz 5000 m: 12. Platz 10.000 m: 12. Platz - Jan Junell 1500 m: 21. Platz 5000 m: 14. Platz - Örjan Sandler 10.000 m: 14. Platz |

### Rodeln
| Damen: - Agneta Lindskog 13. Platz - Anneli Näsström 19. Platz | Herren: - Stefan Kjernholm 18. Platz | Doppelsitzer: - Kenneth Holm / Stefan Kjernholm 12. Platz |

### Ski Alpin
| Damen: - Anna-Karin Hesse Riesenslalom: 11. Platz Slalom: DNF - Ann Melander Riesenslalom: 15. Platz Slalom: 9. Platz - Åsa Svedmark Riesenslalom: 24. Platz Slalom: 12. Platz | Herren: - Torsten Jakobsson Riesenslalom: 21. Platz Slalom: DSQ - Ingemar Stenmark Riesenslalom: Slalom: - Stig Strand Riesenslalom: 28. Platz Slalom: DNF |

### Ski Nordisch

#### Langlauf
| Damen: - Lena Carlzon-Lundbäck 5 km: 10. Platz 10 km: 11. Platz 4 × 5 km: 6. Platz - Marie Johansson 5 km: 11. Platz 10 km: 15. Platz 4 × 5 km: 6. Platz - Karin Lamberg-Skog 5 km: 17. Platz 10 km: 17. Platz 4 × 5 km: 6. Platz - Eva Olsson 5 km: 12. Platz 10 km: 10. Platz 4 × 5 km: 6. Platz | Herren: - Sven-Erik Danielsson 15 km: 18. Platz - Thomas Eriksson 15 km: 11. Platz 50 km: 16. Platz 4 × 10 km: 5. Platz - Erik Gustavsson 50 km: 34. Platz - Stig Jäder 30 km: 25. Platz 50 km: DNF - Benny Kohlberg 15 km: 17. Platz 30 km: 13. Platz 4 × 10 km: 5. Platz - Sven-Åke Lundbäck 30 km. 17. Platz 50 km: 8. Platz 4 × 10 km: 5. Platz - Thomas Wassberg 15 km: 30 km. 4. Platz 4 × 10 km: 5. Platz |

#### Skispringen
Herren:
- Jan Holmlund
Normalschanze: 34. Platz
Großschanze: 50. Platz